# 徐永祚
徐永祚（1891年—1959年），字玉书，男，浙江海宁人，中国会计学家，曾任中华职业教育社监事，第二、三届全国政协委员。